# Morti il 24 settembre
| Questa pagina contiene informazioni ricavate automaticamente dalle voci biografiche con l'ausilio del template Bio e di un bot. L'aggiornamento è periodico e automatico e ricostruisce completamente la pagina. Se manca una persona in questa lista, sei pregato di non aggiungerla, ma accertati piuttosto che la sua voce biografica contenga il template Bio e che i dati anagrafici siano correttamente compilati. Se il template Bio manca, inseriscilo tu stesso o, in alternativa, metti l'avviso {{tmp\|Bio}} che ne segnala la mancanza. Se i dati riportati sono sbagliati, correggi direttamente la voce biografica; le modifiche saranno visibili in questa lista entro pochi giorni. Per chiarimenti vedi il progetto biografie. La lista contiene solo le 453 persone che sono citate nell'enciclopedia e per le quali è stato implementato correttamente il template Bio. Pagina aggiornata al 5 ago 2025. |

## III secolo(1)
- 247 - Terenzio di Pesaro, vescovo romano

## IV secolo(1)
- 366 - Papa Liberio, papa e vescovo

## V secolo(1)
- 484 - Lieto di Nepte, santo romano

## VIII secolo(1)
- 768 - Pipino il Breve, re (n. 714)

## XI secolo(3)
- 1046 - Gerardo di Csanád, vescovo e santo italiano
- 1054 - Ermanno il Contratto, monaco cristiano, astronomo e storico tedesco (n. 1013)
- 1097 - Arnolfo III di Milano, arcivescovo cattolico italiano

## XII secolo(5)
- 1120 - Guelfo V, nobile tedesco (n. 1073)
- 1143 - Agnese di Waiblingen, nobile tedesca (n. 1072)
- 1143 - Papa Innocenzo II, papa, vescovo cattolico e cardinale italiano
- 1180 - Manuele I Comneno, imperatore bizantino (n. 1118)
- 1199 - Giovanna d'Inghilterra, regina (n. 1165)

## XIII secolo(6)
- 1228 - Stefano Prvovenčani, principe
- 1230 - Alfonso IX di León, sovrano (n. 1171)
- 1265 - Filippo della Torre, sovrano e politico italiano
- 1275 - Humphrey de Bohun, II conte di Hereford, nobile e politico inglese
- 1282 - Giovanni I del Viennois, nobile francese (n. 1264)
- 1300 - Juliana FitzGerald, nobile irlandese

## XIV secolo(3)
- 1341 - Dalmazio Moner, religioso spagnolo (n. 1291)
- 1342 - Simone Saltarelli, religioso e arcivescovo cattolico italiano (n. 1261)
- 1392 - Jean de Talaru, arcivescovo cattolico francese

## XV secolo(6)
- 1405 - Procopio di Moravia, nobile boemo
- 1435 - Isabella di Baviera, regina
- 1438 - Giacomo II di Borbone-La Marche, sovrano francese (n. 1370)
- 1452 - Giovanni della Noce, condottiero italiano
- 1482 - Richard Puller de Hohenbourg, nobile e cavaliere svizzero (n. 1454)
- 1498 - Cristoforo Landino, umanista, poeta e filosofo italiano (n. 1424)

## XVI secolo(12)
- 1504 - Bartolomeo della Rocca, astrologo italiano (n. 1467)
- 1533 - Jean d'Orléans-Longueville, cardinale e arcivescovo cattolico francese (n. 1484)
- 1537 - Cosimo Gheri, vescovo cattolico italiano (n. 1513)
- 1540 - Enno II della Frisia orientale, conte (n. 1505)
- 1541 - Paracelso, medico, alchimista e astrologo svizzero (n. 1493)
- 1545 - Alberto di Hohenzollern, cardinale e nobile tedesco (n. 1490)
- 1562 - Henry Grey, IV conte di Kent, nobile inglese (n. 1495)
- 1572 - Túpac Amaru, imperatore inca (n. 1545)
- 1574 - Antoine I d'Albon, arcivescovo cattolico francese (n. 1507)
- 1575 - Anna di Oldenburg, nobile (n. 1501)
- 1593 - Katō Mitsuyasu, militare giapponese (n. 1537)
- 1594 - Louis de Revol, politico francese (n. 1531)

## XVII secolo(18)
- 1601 - Pietro Bongo, scrittore italiano
- 1605 - Juan de Gante, vescovo cattolico spagnolo
- 1621 - Jan Karol Chodkiewicz, militare polacco (n. 1560)
- 1624 - Pedro Téllez-Girón, politico e militare spagnolo (n. 1574)
- 1628 - Daniel Zen, vescovo cattolico austriaco (n. 1584)
- 1630 - Carlo Günther di Schwarzburg-Rudolstadt, nobiluomo tedesco (n. 1576)
- 1638 - Andrea Commodi, pittore italiano (n. 1560)
- 1638 - Giorgio Federico di Baden-Durlach, sovrano (n. 1573)
- 1642 - Torquato Perotti, vescovo cattolico italiano (n. 1580)
- 1645 - William Lawes, musicista e compositore inglese (n. 1602)
- 1647 - Lodovico Flori, gesuita, economista e latinista italiano (n. 1579)
- 1650 - Carlo di Valois-Angoulême, nobile (n. 1573)
- 1651 - Étienne Pascal, magistrato e matematico francese (n. 1588)
- 1652 - Richard Brome, drammaturgo inglese
- 1655 - Federico d'Assia-Eschwege (n. 1617)
- 1673 - Pieter Holsteijn II, incisore, pittore e disegnatore olandese
- 1689 - Thomas Sydenham, medico inglese (n. 1624)
- 1694 - Niccolò Pietro Bargellini, patriarca cattolico e diplomatico italiano (n. 1630)

## XVIII secolo(20)
- 1704 - Luigi I di Melun, generale francese (n. 1673)
- 1707 - Vincenzo da Filicaja, nobile e poeta italiano (n. 1642)
- 1710 - Charles Berkeley, II conte di Berkeley, diplomatico inglese (n. 1649)
- 1711 - Paolo Maura, poeta italiano (n. 1638)
- 1715 - Wilhelm Homberg, chimico e medico olandese (n. 1652)
- 1715 - Pierre Pérignon, monaco cristiano francese (n. 1639)
- 1721 - Pacifico da San Severino, religioso, presbitero e santo italiano (n. 1653)
- 1724 - Maria Pellina di Monaco, principessa monegasca (n. 1651)
- 1729 - Tommaso Giusti, pittore e architetto italiano (n. 1644)
- 1732 - Reigen, imperatore giapponese (n. 1654)
- 1735 - Petr Brandl, pittore boemo (n. 1668)
- 1742 - Johann Matthias Hase, matematico e cartografo tedesco (n. 1684)
- 1748 - Alberto Volfango di Schaumburg-Lippe, nobile (n. 1699)
- 1757 - Aaron Burr Senior, educatore statunitense (n. 1716)
- 1757 - Gaston Pierre de Lévis-Mirepoix, generale francese (n. 1699)
- 1771 - Giovanni Antonio Cucchi, pittore italiano (n. 1690)
- 1771 - Johann Eberhard Fischer, storico e linguista tedesco (n. 1697)
- 1793 - François Baron de Tott, nobile francese (n. 1733)
- 1796 - Giuseppe Santini, abate e matematico italiano (n. 1735)
- 1799 - Gabriele Manthoné, generale e patriota italiano (n. 1764)

## XIX secolo(49)
- 1801 - Jacopo Riguccio Galluzzi, storico italiano (n. 1739)
- 1803 - Elena Pavlovna Romanova, nobile russa (n. 1784)
- 1812 - Federico Carlo Augusto di Waldeck e Pyrmont, sovrano tedesco (n. 1743)
- 1813 - André Grétry, compositore belga (n. 1741)
- 1814 - Jean Baptiste Louis Georges Seroux d'Agincourt, storico dell'arte francese (n. 1730)
- 1816 - Eusebio Valli, medico e scienziato italiano (n. 1755)
- 1822 - Achille Etna Michallon, pittore francese (n. 1796)
- 1829 - Pierre Rousseau, architetto francese (n. 1751)
- 1833 - Innocenzo Odescalchi, IV principe Odescalchi, nobile italiano (n. 1778)
- 1834 - Pietro I del Brasile, re portoghese (n. 1798)
- 1835 - John Pitt, II conte di Chatham, politico britannico (n. 1756)
- 1837 - Johann Friedrich Ludwig Göschen, giurista tedesco (n. 1778)
- 1840 - Vincenzo Chialli, pittore italiano (n. 1787)
- 1848 - Branwell Brontë, pittore, scrittore e insegnante britannico (n. 1817)
- 1851 - Lucius Lyon, politico statunitense (n. 1800)
- 1852 - Francisco Javier Castaños, generale spagnolo (n. 1758)
- 1852 - Gustavo di Svezia, principe svedese (n. 1827)
- 1856 - Henry Hardinge, I visconte Hardinge, generale britannico (n. 1785)
- 1856 - Theodor Hell, scrittore tedesco (n. 1775)
- 1859 - Chikavira Rajendra, indiano
- 1860 - Maria di Württemberg, principessa tedesca (n. 1799)
- 1861 - William Farren, attore teatrale inglese (n. 1786)
- 1861 - Angelo Ramazzotti, patriarca cattolico italiano (n. 1800)
- 1861 - Michael Joseph François Scheidweiler, botanico belga (n. 1799)
- 1862 - Anton Martin Slomšek, vescovo cattolico e beato sloveno (n. 1800)
- 1871 - Thomas Roscoe, traduttore e viaggiatore inglese (n. 1791)
- 1877 - Sebastiano Bedolo, patriota italiano (n. 1799)
- 1877 - Beppu Shinsuke, militare giapponese (n. 1847)
- 1877 - Kirino Toshiaki, generale giapponese (n. 1838)
- 1877 - Ercole Oldofredi Tadini, politico italiano (n. 1810)
- 1877 - Saigō Takamori, militare giapponese (n. 1828)
- 1878 - Odoardo Agnelli, vescovo cattolico e diplomatico italiano (n. 1813)
- 1878 - Paku Alam IV, sovrano indonesiano (n. 1841)
- 1878 - Servetseza Kadin, principessa (n. 1823)
- 1879 - Anselmo Guerrieri Gonzaga, avvocato, giornalista e politico italiano (n. 1819)
- 1880 - Antonio Sarti, architetto e incisore italiano (n. 1797)
- 1881 - Heinrich Ludolf Ahrens, glottologo e filologo tedesco (n. 1809)
- 1881 - Luigi Ferdinando Casamorata, compositore e critico musicale italiano (n. 1807)
- 1881 - Friedrich Franz von Thun e Hohenstein, diplomatico e nobile austriaco (n. 1810)
- 1886 - Louis Jules Duboscq, inventore e fotografo francese (n. 1817)
- 1889 - Daniel Harvey Hill, generale e scrittore statunitense (n. 1821)
- 1889 - Girolamo Magnani, decoratore e scenografo italiano (n. 1815)
- 1890 - Jørgen Sonne, pittore danese (n. 1801)
- 1891 - Giuseppe Valitutti, militare e politico italiano (n. 1826)
- 1891 - Marie Wilt, soprano austriaco (n. 1833)
- 1892 - Francesco di Borbone-Due Sicilie, principe (n. 1827)
- 1895 - Heinrich Adolf von Bardeleben, chirurgo e generale tedesco (n. 1819)
- 1896 - Emmanuel Benner, pittore francese (n. 1836)
- 1897 - Luigi Tosti, abate, patriota e storico italiano (n. 1811)

## XX secolo(216)
- 1903 - Louis-Arsène Delaunay, attore e insegnante francese (n. 1826)
- 1904 - Franklin Edson, politico statunitense (n. 1832)
- 1904 - Niels Ryberg Finsen, medico faroese (n. 1860)
- 1909 - Aleksandr Aleksandrovič Polovcov, nobile e politico russo (n. 1832)
- 1911 - Henry Eliot, V conte di St. Germans, nobile inglese (n. 1835)
- 1912 - Adolf Marschall von Bieberstein, politico tedesco (n. 1842)
- 1912 - Giovanni Battista Ceirano, imprenditore italiano (n. 1860)
- 1914 - Ladislav Jetel, calciatore boemo (n. 1886)
- 1915 - Dedë Gjo Luli, militare albanese (n. 1840)
- 1915 - Roman Potocki, nobile e politico polacco (n. 1851)
- 1916 - Enrico Pessina, giurista, filosofo e politico italiano (n. 1828)
- 1919 - Gregorio Conti, mafioso italiano (n. 1874)
- 1920 - Inessa Armand, rivoluzionaria russa (n. 1874)
- 1920 - Peter Carl Fabergé, gioielliere e orafo russo (n. 1846)
- 1924 - Manuel Estrada Cabrera, politico guatemalteco (n. 1857)
- 1924 - Alexandre Lacassagne, antropologo francese (n. 1843)
- 1924 - Adolfo Ruscelli, ciclista su strada e pistard italiano (n. 1873)
- 1926 - Colomba Gabriel, religiosa polacca (n. 1858)
- 1926 - Heinrich Kostrba, aviatore austro-ungarico (n. 1883)
- 1927 - Alberts Tarulis, calciatore lettone (n. 1906)
- 1928 - Carl Wilhelmson, pittore e fotografo svedese (n. 1866)
- 1929 - Mahidol Adulyadej, principe thailandese (n. 1892)
- 1929 - Antonius Colenbrander, cavaliere olandese (n. 1889)
- 1930 - William Diller Matthew, paleontologo statunitense (n. 1871)
- 1930 - Oscar Lamm, ingegnere svedese (n. 1848)
- 1930 - Marie-Juliette Louvet, francese (n. 1867)
- 1930 - Harry McNish, esploratore scozzese (n. 1874)
- 1930 - Otto Mueller, pittore tedesco (n. 1874)
- 1932 - Frants Buhl, orientalista e biblista danese (n. 1850)
- 1932 - Clive Dunfee, pilota automobilistico britannico (n. 1904)
- 1932 - Stu Stickney, golfista statunitense (n. 1877)
- 1933 - Ferdinand Bonn, attore tedesco (n. 1861)
- 1934 - William Lawrence Chittenden, poeta statunitense (n. 1862)
- 1934 - Dario Niccodemi, commediografo e sceneggiatore italiano (n. 1874)
- 1934 - Archibald Thomas Robertson, grecista, teologo e predicatore statunitense (n. 1863)
- 1936 - Giacomo di Gesù, presbitero spagnolo (n. 1903)
- 1936 - Giovanni della Vergine del Castellar, religioso spagnolo (n. 1898)
- 1936 - J.W. Folsom, entomologo statunitense (n. 1871)
- 1936 - Luigi di San Michele dei Santi, presbitero spagnolo (n. 1891)
- 1936 - Melchiorre dello Spirito Santo, presbitero spagnolo (n. 1899)
- 1937 - Giovanni Bellocchio, militare italiano (n. 1908)
- 1938 - Joe Ball, serial killer statunitense (n. 1896)
- 1938 - Eugène Delâtre, incisore e pittore francese (n. 1864)
- 1938 - Dionys Schönecker, allenatore di calcio e calciatore austriaco (n. 1888)
- 1938 - Silvano del Monte Athos, mistico russo (n. 1866)
- 1939 - Edward Bingham, ammiraglio britannico (n. 1881)
- 1939 - Danilo II del Montenegro, sovrano montenegrino (n. 1871)
- 1939 - Carl Laemmle, produttore cinematografico tedesco (n. 1867)
- 1939 - Charles Tatham, schermidore statunitense (n. 1854)
- 1940 - Grover Jones, sceneggiatore, regista e scrittore statunitense (n. 1893)
- 1940 - Edmund Oskar von Lippmann, chimico e storico della scienza tedesco (n. 1857)
- 1941 - Gottfried Feder, economista e politico tedesco (n. 1883)
- 1941 - Salomon Frankfurter, archeologo e pedagogo austriaco (n. 1856)
- 1941 - Robert Gaillard, attore, regista e scrittore statunitense (n. 1868)
- 1941 - Augusto Pola, militare italiano (n. 1921)
- 1943 - Romeo Bonomelli, pittore italiano (n. 1871)
- 1943 - Livio Duce, militare italiano (n. 1897)
- 1943 - Giovanni Battista Fioretti, ufficiale italiano (n. 1905)
- 1943 - Antonio Gandin, generale italiano (n. 1891)
- 1943 - Mario Mastrangelo, militare italiano (n. 1900)
- 1943 - Achille Olivieri, militare italiano (n. 1911)
- 1943 - Carmelo Onorato, militare italiano (n. 1916)
- 1943 - Orazio Petruccelli, militare italiano (n. 1914)
- 1943 - Alfredo Sandulli Mercuro, militare italiano (n. 1919)
- 1944 - Viktor Piisang, calciatore estone (n. 1918)
- 1944 - Michele Testa, antifascista italiano (n. 1875)
- 1944 - Wilhelm Wegener, generale tedesco (n. 1895)
- 1945 - La Argentinita, ballerina e coreografa spagnola (n. 1898)
- 1945 - Fabio Fabbi, pittore italiano (n. 1861)
- 1945 - Hans Wilhelm Geiger, fisico tedesco (n. 1882)
- 1945 - Josip Scholz, calciatore jugoslavo (n. 1898)
- 1945 - William Frederic Wake-Walker, ammiraglio britannico (n. 1888)
- 1946 - Thomas Baddeley, calciatore inglese (n. 1874)
- 1946 - William Tritton, ingegnere britannico (n. 1875)
- 1947 - Andrew Cunningham McLaughlin, storico statunitense (n. 1861)
- 1947 - Italo Stagno, sindacalista e militare italiano (n. 1902)
- 1948 - Stan Mauldin, giocatore di football americano statunitense (n. 1920)
- 1948 - Warren William, attore statunitense (n. 1894)
- 1949 - Enrico Guazzoni, regista e pittore italiano (n. 1876)
- 1949 - Edward Owen, mezzofondista britannico (n. 1886)
- 1949 - Henry Petersen, astista danese (n. 1900)
- 1949 - Pierre de Bréville, compositore e critico musicale francese (n. 1861)
- 1950 - Vittoria d'Assia-Darmstadt, principessa tedesca (n. 1863)
- 1950 - Humphrey Jennings, regista inglese (n. 1907)
- 1950 - Massimo Lenchantin de Gubernatis, latinista e metricista italiano (n. 1884)
- 1950 - Rinaldo Panzarasa, avvocato e imprenditore italiano (n. 1877)
- 1952 - Johannes Willi, politico e imprenditore svizzero (n. 1882)
- 1953 - Jacobo FitzJames Stuart, XVII duca d'Alba, nobile, diplomatico e politico spagnolo (n. 1878)
- 1953 - Lucien Lévy-Dhurmer, pittore, scultore e ceramista francese (n. 1865)
- 1953 - Berthold Viertel, scrittore, drammaturgo e regista austriaco (n. 1885)
- 1955 - Ib Schønberg, attore danese (n. 1902)
- 1957 - Frances Guest, nobildonna inglese (n. 1869)
- 1958 - Piero Mentasti, politico e partigiano italiano (n. 1897)
- 1958 - Louise Paget, filantropa britannica (n. 1881)
- 1959 - Manuel Lezaeta Acharán, scrittore cileno (n. 1881)
- 1959 - Sigismondo Martini, architetto e pittore italiano (n. 1883)
- 1959 - Wolfgang Paalen, pittore e scultore austriaco (n. 1905)
- 1960 - Harald Braun, regista, sceneggiatore e produttore cinematografico tedesco (n. 1901)
- 1960 - Mátyás Seiber, compositore ungherese (n. 1905)
- 1960 - Johnny Thomson, pilota automobilistico statunitense (n. 1922)
- 1960 - Francesco Viscardi, calciatore italiano (n. 1904)
- 1961 - Tore Blom, altista e lunghista svedese (n. 1880)
- 1961 - Sumner Welles, politico e diplomatico statunitense (n. 1892)
- 1962 - Sam McDaniel, attore statunitense (n. 1886)
- 1962 - Charles Reisner, regista e attore statunitense (n. 1887)
- 1963 - Una Troubridge, scultrice e traduttrice britannica (n. 1887)
- 1964 - Paul Kahle, orientalista e islamista tedesco (n. 1875)
- 1964 - Carlos Silva, calciatore portoghese (n. 1902)
- 1965 - Carl Rudolf Florin, botanico svedese (n. 1894)
- 1965 - Robustiano Patrón Costas, politico, imprenditore e avvocato argentino (n. 1878)
- 1966 - Fillide Giorgi Levasti, pittrice italiana (n. 1883)
- 1966 - Ivan Grbec, compositore e etnomusicologo italiano (n. 1889)
- 1967 - Adolfo Barberis, presbitero italiano (n. 1884)
- 1968 - Branislav Sekulić, calciatore e allenatore di calcio jugoslavo (n. 1906)
- 1968 - Ettore Tibaldi, politico, partigiano e patologo italiano (n. 1887)
- 1968 - Virginia Valli, attrice statunitense (n. 1896)
- 1969 - Rodolfo Biagi, musicista argentino (n. 1906)
- 1969 - Hugo Kinert, allenatore di calcio e calciatore jugoslavo (n. 1894)
- 1969 - Warren McCulloch, neurofisiologo statunitense (n. 1898)
- 1970 - Angelo Bianchi, geologo e mineralogista italiano (n. 1892)
- 1970 - Angelo Rizzoli, imprenditore, editore e produttore cinematografico italiano (n. 1889)
- 1971 - Schlitzie, showman e attore statunitense (n. 1901)
- 1972 - Carlos Branco, canottiere e pallanuotista brasiliano (n. 1898)
- 1972 - Nicholas Christofilos, fisico statunitense (n. 1916)
- 1972 - Adriaan Fokker, fisico e musicista olandese (n. 1887)
- 1973 - Ted Adams, attore statunitense (n. 1890)
- 1973 - Gaetano Grandi, avvocato e politico italiano (n. 1893)
- 1973 - Mario Paniconi, architetto e urbanista italiano (n. 1904)
- 1973 - Josué de Castro, attivista brasiliano (n. 1908)
- 1974 - Giustina Abbà, partigiana, antifascista e operaia italiana (n. 1903)
- 1974 - Friedrich von Broich, generale tedesco (n. 1896)
- 1974 - Salvatore Cottoni, politico e avvocato italiano (n. 1914)
- 1975 - John Thomas Toohey, vescovo cattolico australiano (n. 1905)
- 1975 - Clovis Trouille, pittore francese (n. 1889)
- 1976 - Salvador Amêndola, pallanuotista brasiliano (n. 1906)
- 1976 - Hedy Bienenfeld, nuotatrice austriaca (n. 1906)
- 1976 - Paul Douglas, economista e politico statunitense (n. 1892)
- 1976 - Wilhelm Kamlah, filosofo tedesco (n. 1905)
- 1977 - Alberto Folchi, politico italiano (n. 1897)
- 1977 - Einar Larsen, calciatore norvegese (n. 1904)
- 1977 - Dyalma Stultus, pittore italiano (n. 1901)
- 1977 - Piet Zwart, designer olandese (n. 1885)
- 1978 - Jay Adler, attore statunitense (n. 1896)
- 1978 - Paul-Jacques Bonzon, scrittore francese (n. 1908)
- 1978 - Roberto De Robertis, pittore italiano (n. 1910)
- 1978 - Ruth Etting, cantante e attrice statunitense (n. 1896)
- 1978 - Hasso von Manteuffel, generale e politico tedesco (n. 1897)
- 1979 - Michelangelo Abbado, violinista italiano (n. 1900)
- 1979 - Vasco Bergamaschi, ciclista su strada e dirigente sportivo italiano (n. 1909)
- 1979 - Carl Laemmle Jr., produttore cinematografico statunitense (n. 1908)
- 1979 - Herman Lukoff, informatico statunitense (n. 1923)
- 1979 - Otto Semmelroth, presbitero e teologo tedesco (n. 1912)
- 1979 - Wim Tap, calciatore olandese (n. 1903)
- 1980 - Pietro Morando, pittore italiano (n. 1889)
- 1981 - Patsy Kelly, attrice statunitense (n. 1910)
- 1981 - Hubert Mumelter, poeta italiano (n. 1896)
- 1982 - Sarah Churchill, attrice e danzatrice britannica (n. 1914)
- 1982 - Alessio De Vito, militare italiano (n. 1906)
- 1982 - Dagobert D. Runes, filosofo e curatore editoriale austro-ungarico (n. 1902)
- 1983 - Isobel Baillie, soprano scozzese (n. 1895)
- 1983 - Fayza Ahmed, cantante e attrice siriana (n. 1934)
- 1984 - Denis Blundell, avvocato, diplomatico e politico neozelandese (n. 1907)
- 1984 - Neil Hamilton, attore statunitense (n. 1899)
- 1984 - Goffredo Lagger, sciatore di pattuglia militare italiano (n. 1902)
- 1985 - Giuseppe Almici, vescovo cattolico italiano (n. 1904)
- 1985 - Max Fishman, compositore, pianista e pedagogo moldavo (n. 1915)
- 1985 - Cor Kools, allenatore di calcio e calciatore olandese (n. 1907)
- 1985 - Ron Lewin, allenatore di calcio e calciatore inglese (n. 1920)
- 1985 - Paul Mann, attore canadese (n. 1913)
- 1985 - Alvaro Marchini, partigiano, imprenditore e gallerista italiano (n. 1916)
- 1985 - Antonio Poma, cardinale e arcivescovo cattolico italiano (n. 1910)
- 1986 - Maurice Delvart, velocista francese (n. 1899)
- 1987 - Salvatore Campus, politico italiano (n. 1931)
- 1987 - Luigi Macchi, ciclista su strada e ciclocrossista italiano (n. 1912)
- 1987 - Sergio Pastore, regista, sceneggiatore e giornalista italiano (n. 1932)
- 1988 - Klaus Alakoski, militare e aviatore finlandese (n. 1921)
- 1988 - Wilhelm Gerard Burgers, chimico e fisico olandese (n. 1897)
- 1988 - Joseph Pouliquen, militare e aviatore francese (n. 1897)
- 1988 - Pietro Verri, generale italiano (n. 1908)
- 1990 - Kang Joon-ho, pugile sudcoreano (n. 1928)
- 1990 - Ángel Sabata, nuotatore e pallanuotista spagnolo (n. 1911)
- 1990 - Ladislas Smid, calciatore ungherese (n. 1915)
- 1991 - Francesco Della Corte, filologo classico e latinista italiano (n. 1913)
- 1991 - Vsevolod Ivanovič Feodos'ev, ingegnere sovietico (n. 1916)
- 1991 - Arcangelo Mandarino, magistrato italiano (n. 1920)
- 1991 - Dom Orejudos, artista, ballerino e coreografo statunitense (n. 1933)
- 1991 - Michele Pellicani, giornalista, saggista e politico italiano (n. 1915)
- 1991 - Dr. Seuss, scrittore e fumettista statunitense (n. 1904)
- 1992 - Jørgen Hval, calciatore norvegese (n. 1911)
- 1993 - Francesco Coniglio, politico italiano (n. 1916)
- 1993 - Zita Johann, attrice e regista teatrale austro-ungarica (n. 1904)
- 1993 - Bruno Pontecorvo, fisico italiano (n. 1913)
- 1993 - Ian Stuart Donaldson, musicista e cantante britannico (n. 1957)
- 1994 - Adriano Gozzini, fisico italiano (n. 1917)
- 1996 - Mark Frankel, attore britannico (n. 1962)
- 1996 - Zeki Müren, cantante, compositore e attore turco (n. 1931)
- 1996 - Pavel Sudoplatov, generale e agente segreto sovietico (n. 1907)
- 1996 - Abisag Tüllmann, fotografa tedesca (n. 1935)
- 1997 - Omero Carmellini, calciatore italiano (n. 1921)
- 1997 - Anton Kehle, hockeista su ghiaccio tedesco (n. 1947)
- 1997 - Raymond Wagner, calciatore lussemburghese (n. 1921)
- 1998 - Rosendo Balinas, scacchista filippino (n. 1941)
- 1998 - Ardalion Ignat'ev, velocista sovietico (n. 1930)
- 1998 - Jeff Moss, compositore, paroliere e scrittore statunitense (n. 1942)
- 1999 - Ester Boserup, economista danese (n. 1910)
- 1999 - Nándor Bán, calciatore e allenatore di calcio ungherese (n. 1911)
- 1999 - Anneli Cahn Lax, matematica statunitense (n. 1922)
- 1999 - José Garriga, cestista e allenatore di pallacanestro portoricano (n. 1915)
- 1999 - Robert Mantran, storico e turcologo francese (n. 1917)
- 1999 - Ettore Minoretti, paroliere italiano (n. 1910)
- 1999 - Filippo Murdaca, politico italiano (n. 1906)
- 1999 - Nives Poli, ballerina, coreografa e regista teatrale italiana (n. 1915)
- 2000 - Jaan Eslon, scacchista svedese (n. 1952)
- 2000 - Jean Malléjac, ciclista su strada francese (n. 1929)
- 2000 - Paew Snidvongseni, ballerina thailandese (n. 1903)
- 2000 - Gabrielle Vincent, scrittrice, disegnatrice e illustratrice belga (n. 1928)

## XXI secolo(110)
- 2001 - Vittorio Frosini, giurista e filosofo italiano (n. 1922)
- 2001 - Mario Mazzoleni, presbitero italiano (n. 1944)
- 2002 - Sergio Bergonzelli, attore, regista e sceneggiatore italiano (n. 1924)
- 2002 - Leon Hart, giocatore di football americano statunitense (n. 1928)
- 2002 - Enzo Meucci, politico italiano (n. 1916)
- 2002 - Tim Rose, cantautore statunitense (n. 1940)
- 2002 - Mike Webster, giocatore di football americano statunitense (n. 1952)
- 2003 - Lyle Bettger, attore statunitense (n. 1915)
- 2003 - Wilhelm Michel Ellis, vescovo cattolico olandese (n. 1926)
- 2004 - Ernesto Corno, calciatore italiano (n. 1924)
- 2004 - Michail Ivanovič Eršov, regista sovietico (n. 1924)
- 2004 - Teruo Hayashi, karateka giapponese (n. 1924)
- 2004 - Françoise Sagan, scrittrice, drammaturga e sceneggiatrice francese (n. 1935)
- 2004 - Anne de Tourville, scrittrice francese (n. 1910)
- 2005 - Tommy Bond, attore statunitense (n. 1926)
- 2005 - Antonio Drove, regista e sceneggiatore spagnolo (n. 1942)
- 2005 - Malcolm Dunkley, calciatore inglese (n. 1961)
- 2005 - Gunnar Hansen, calciatore norvegese (n. 1923)
- 2005 - André Testut, pilota automobilistico monegasco (n. 1926)
- 2005 - Theodore L. Thomas, scrittore di fantascienza statunitense (n. 1920)
- 2006 - Vladimir Zacharovič Dovgan', regista sovietico (n. 1929)
- 2006 - Adolphe Hug, calciatore svizzero (n. 1923)
- 2006 - Franco Mancini, calciatore e allenatore di calcio italiano (n. 1948)
- 2006 - Pietro Fortunato Muraro, generale italiano (n. 1928)
- 2006 - Padmini, attrice indiana (n. 1932)
- 2006 - Carlo Sciarrelli, progettista italiano (n. 1934)
- 2006 - Henry Townsend, musicista statunitense (n. 1909)
- 2007 - Odd Andersen, calciatore norvegese (n. 1920)
- 2007 - Hugo Geoffrey, antifascista e generale austriaco (n. 1919)
- 2007 - Giuseppe Martini, partigiano e esperantista italiano (n. 1924)
- 2007 - Sergio Testori, attore e stuntman italiano (n. 1935)
- 2008 - Jacqueline Biny, cestista francese (n. 1928)
- 2008 - Manuel Camacho, calciatore messicano (n. 1929)
- 2008 - Oliver Crawford, sceneggiatore e scrittore statunitense (n. 1917)
- 2008 - Irene Dailey, attrice statunitense (n. 1920)
- 2008 - Michel Modo, attore, comico e doppiatore francese (n. 1937)
- 2008 - Giustina Prestento, artista italiana (n. 1925)
- 2008 - Vice Vukov, cantante croato (n. 1941)
- 2009 - Susan Atkins, criminale statunitense (n. 1948)
- 2009 - Heini Göbel, attore tedesco (n. 1910)
- 2009 - Maurizio Laudi, magistrato italiano (n. 1948)
- 2009 - John Powell, gesuita e scrittore statunitense (n. 1925)
- 2010 - Lio Beghin, autore televisivo italiano (n. 1929)
- 2010 - Antal Farkas, attore ungherese (n. 1922)
- 2010 - Gennadij Ivanovič Janaev, politico sovietico (n. 1937)
- 2010 - Jure Robič, mountain biker e ciclista su strada jugoslavo (n. 1965)
- 2010 - Santiago Salfate, calciatore cileno (n. 1916)
- 2011 - Surinder Kapoor, produttore cinematografico indiano (n. 1925)
- 2011 - Konstantyn Lerner, scacchista ucraino (n. 1959)
- 2011 - Stella Vecchio, partigiana, politica e sindacalista italiana (n. 1921)
- 2012 - Pierre Adam, pistard francese (n. 1924)
- 2012 - Carlo Oliva, giornalista, conduttore radiofonico e docente italiano (n. 1943)
- 2012 - Evelyne Papale Terras, tennista francese (n. 1944)
- 2012 - Gianfranco Pintore, giornalista e scrittore italiano (n. 1939)
- 2013 - Placido Cherchi, antropologo, filosofo e attivista italiano (n. 1939)
- 2013 - Pietro Farina, vescovo cattolico italiano (n. 1942)
- 2013 - Viktor Zinger, hockeista su ghiaccio sovietico (n. 1941)
- 2014 - Mohsen Amiraslani, attivista iraniano (n. 1977)
- 2014 - Emilio Gratton, allenatore di calcio e calciatore italiano (n. 1932)
- 2014 - Christopher Hogwood, direttore d'orchestra, clavicembalista e musicologo britannico (n. 1941)
- 2014 - Jack Mezirow, sociologo statunitense (n. 1923)
- 2014 - Priscilla Mitchell, cantante statunitense (n. 1941)
- 2014 - Deborah Mitford, nobildonna britannica (n. 1920)
- 2015 - Silvio Curto, egittologo italiano (n. 1919)
- 2015 - Vittorio Gigliotti, ingegnere italiano (n. 1921)
- 2015 - Carol Rama, artista italiana (n. 1918)
- 2016 - Buckwheat Zydeco, fisarmonicista statunitense (n. 1947)
- 2016 - Mel Charles, calciatore gallese (n. 1935)
- 2016 - Franco Ferrari, dirigente sportivo, allenatore di calcio e calciatore italiano (n. 1946)
- 2016 - Bill Mollison, biologo, agronomo e naturalista australiano (n. 1928)
- 2016 - Bill Nunn, attore statunitense (n. 1953)
- 2016 - Zdeněk Procházka, calciatore cecoslovacco (n. 1928)
- 2016 - Vincenzo Speziali, politico italiano (n. 1931)
- 2017 - Richard Boucher, calciatore e allenatore di calcio francese (n. 1932)
- 2017 - Gisèle Casadesus, attrice francese (n. 1914)
- 2017 - E. G. D. Cohen, fisico olandese (n. 1923)
- 2017 - Fiorenzo Crippa, ciclista su strada italiano (n. 1926)
- 2017 - Albert Innaurato, drammaturgo statunitense (n. 1947)
- 2017 - Kito Lorenc, scrittore e poeta tedesco (n. 1938)
- 2017 - Joseph McDade, politico statunitense (n. 1931)
- 2017 - Manuel da Silva Martins, vescovo cattolico portoghese (n. 1927)
- 2018 - Norm Breyfogle, fumettista statunitense (n. 1960)
- 2018 - Jim Andrew Brogan, calciatore scozzese (n. 1944)
- 2018 - Pier Luigi Galli, calciatore italiano (n. 1942)
- 2018 - Tommy McDonald, giocatore di football americano statunitense (n. 1934)
- 2020 - Anna Elisa De Gregorio, poetessa e saggista italiana (n. 1942)
- 2020 - John Joseph Myers, arcivescovo cattolico statunitense (n. 1941)
- 2020 - Corine Rottschäfer, modella olandese (n. 1938)
- 2021 - Emanoul Aghasi, pugile iraniano (n. 1930)
- 2021 - Bert Baldwin, tastierista, cantante e polistrumentista statunitense (n. 1959)
- 2021 - Pee Wee Ellis, sassofonista, compositore e arrangiatore statunitense (n. 1941)
- 2021 - Eugeniusz Faber, calciatore polacco (n. 1939)
- 2021 - Paul Quilès, politico francese (n. 1942)
- 2021 - Takao Saitō, fumettista giapponese (n. 1936)
- 2022 - Hudson Austin, politico e generale grenadino (n. 1938)
- 2022 - Marie-Louise Fort, politica francese (n. 1950)
- 2022 - Rita Gardner, attrice statunitense (n. 1934)
- 2022 - Francesca Natividad, attrice, ballerina e attrice pornografica messicana (n. 1948)
- 2022 - Paola Neri, cantante italiana (n. 1940)
- 2022 - Pavel Pervušin, sollevatore sovietico (n. 1947)
- 2022 - Gianfranco Spadaccia, politico e giornalista italiano (n. 1935)
- 2022 - Fiorenzo Toso, linguista italiano (n. 1962)
- 2023 - Félix Ayo, violinista spagnolo (n. 1933)
- 2023 - Viktor Ivanovič Belenko, ingegnere e aviatore russo (n. 1947)
- 2023 - Tim Foley, giocatore di football americano statunitense (n. 1948)
- 2023 - Zvi Hecker, architetto israeliano (n. 1931)
- 2024 - Pierre-William Glenn, direttore della fotografia francese (n. 1943)
- 2024 - Amadou-Mahtar M'Bow, educatore e funzionario senegalese (n. 1921)
- 2024 - Michael Sladek, inventore e medico tedesco (n. 1946)
- 2024 - Elio Tinti, vescovo cattolico italiano (n. 1936)

## Senza anno specificato(1)
- Tellone di Coira, vescovo